# Eumenes haemorrhoidalis
Eumenes haemorrhoidalis är en stekelart som beskrevs av Smith. Eumenes haemorrhoidalis ingår i släktet krukmakargetingar, och familjen Eumenidae. Inga underarter finns listade i Catalogue of Life.